# Gahengeri
Gahengeri (Kinyarwanda Umurenge wa Gahengeri) ist einer von 14 Sektoren des Distrikts Rwamagana in der Ostprovinz von Ruanda.

## Geographie
Der Sektor Gahengeri hat eine Fläche von 63,0 km². Er setzt sich aus den acht Zellen Gihumuza, Kagezi, Kanyangese, Kibare, Mutamwa, Rugarama, Runyinya und Rweri zusammen. Nachbarsektoren sind im Norden Fumbwe, im Nordosten Musha, im Südosten Mwulire, im Süden Nzige, im Südwesten Muyumbu und im Nordwesten Rusororo.

## Bevölkerung
Nach Stand der Volkszählung von 2022 liegt die Einwohnerzahl bei 35.732. Zehn Jahre zuvor waren es 23.517, was einem jährlichen Bevölkerungszuwachs von 4,3 Prozent zwischen 2012 und 2022 entspricht.

## Verkehr
Durch den Sektor verläuft eine District Road. Entlang der Nordostgrenze verläuft die Nationalstraße 4.